# Dialeuropora jendera
Dialeuropora jendera là một loài côn trùng cánh nửa trong họ Aleyrodidae, phân họ Aleyrodinae.
Dialeuropora jendera được Corbett miêu tả khoa học đầu tiên năm 1935.